# Edaphosauridae
Az Edaphosauridae többnyire nagy testű (három méteres, vagy hosszabb testhosszú), fejlett pelycosaurus-család, amely a késő karbon kortól a kora permig élt.
Az Edaphosauridae a legkorábbi ismert növényevő magzatburkos (amnióta) állatcsoport. A fejük zömök testükhöz képest viszonylag kicsi volt, a hátukon pedig más pelycosaurusokhoz hasonlóan (mint a Dimetrodon) nagy, meghosszabbodott csigolyákból és bőrből álló hátvitorla feszült, amely a hőszabályozást segíthette, illetve a párkeresésben játszhatott szerepet.
A fejlett Edaphosaurus nem különleges volt abból a szempontból, hogy a hátvitorlájában rövid keresztcsontok is voltak.
Edaphosairidae-maradványokat csak Észak-Amerikában és Európában találtak.